# Yusuf Yazıcı
Yusuf Yazıcı (* 29. Januar 1997 in Trabzon) ist ein türkischer Fußballspieler. Der Mittelfeldspieler spielt aktuell beim griechischen Top-Verein Olympiakos Piräus. Darüber hinaus ist er A-Nationalspieler.

## Karriere

### Verein
Yazıcı begann mit dem Vereinsfußball 2008 in der Jugendabteilung von Trabzonspor, dem Verein seiner Heimatstadt Trabzon. Im Dezember 2015 erhielt er bei diesem Klub einen Profivertrag und wurde vom Cheftrainer Sadi Tekelioğlu in die Profimannschaft aufgenommen. Im Pokalspiel vom 22. Dezember 2015 gegen Gaziantepspor debütierte er schließlich im Profibereich. Später im Februar 2016 gab Yazıcı mit 19 Jahren auch sein Erstligadebüt.
Seit der Saison 2019/20 spielt Yazıcı beim OSC Lille in der Ligue 1. Am ersten Gruppenspieltag der UEFA Europa League 2020/21 erzielte er im Oktober 2020 beim 1:4-Auswärtssieg gegen Sparta Prag mit drei Torchancen einen Hat-trick, wofür Yazıcı im Nachhinein von der UEFA prämiert wurde. In der weiteren Gruppenphase der Europa League erzielte er im November 2020 erneut einen Hat-trick, somit führte er seine Mannschaft zum Spielsieg gegen AC Mailand. Wofür Yazıcı für seine fußballerischen Leistungen erneut von der UEFA prämiert wurde. Somit ist er in der Historie der UEFA-Vereinswettbewerbe der erste Fußballspieler, der in Auswärtsspielen in einer Saison zwei Hat-tricks erzielte. Des Weiteren schloss er die Gruppenphase der Europa League 2020/21 als einer der erfolgreichsten Torschützen ab. Mit dem OSC Lille wurde er in der gleichen Saison französischer Meister vor Paris Saint-Germain. Im Januar 2022 wurde er bis zum Ende der Saison an PFK ZSKA Moskau ausgeliehen. Im Sommer 2022 folgte die Leihe zu Trabzonspor.
Im Sommer 2024 gab Yazıcı bekannt die OSC Lille zu verlassen. Er wechselte daraufhin zu Olympiakos Piräus nach Griechenland.

### Nationalmannschaft
Yazıcı begann seine Nationalmannschaftskarriere 2016 mit drei Einsätzen für die türkische U19-Nationalmannschaft. Im gleichen Jahr debütierte er mit 19 Jahren auch für die U21-Nationalmannschaft.
Nachdem er bei seinem Verein über längere Zeit zu überzeugen wusste, wurde er mit 20 Jahren im Rahmen zweier Länderspiele zum ersten Mal in seiner Karriere im Juni 2017 vom Nationaltrainer Fatih Terim in das Aufgebot der A-Nationalmannschaft nominiert. Im Qualifikationsspiel für die WM 2018 gegen die kosovarische Nationalmannschaft gab er sein A-Länderspieldebüt. Im September 2019 feierte Yazıcı im Qualifikationsspiel zur UEFA Euro 2020 gegen die moldauische Nationalmannschaft sein A-Länderspieltordebüt.
Yazıcı wurde in den Kader für die EM 2021 berufen, jedoch schied die Türkei bereits punktlos als Gruppenletzter aus.
Bei der EM 2024 stand er erneut im türkischen Kader und kam in den Gruppenspielen gegen Georgien und Portugal zum Einsatz.

## Erfolge
- Französischer Meister: 2020/21
- Französischer Supercupsieger: 2021

### Individuell
- 2 × Ernannt in das Team der Woche der UEFA Europa League: 1. Spieltag der Gruppenphase 2020/21,[12] 3. Spieltag der Gruppenphase 2020/21[13]
- 2 × Ausgezeichnet zum Spieler der Woche der UEFA Europa League: 1. Spieltag der Gruppenphase 2020/21,[4] 3. Spieltag der Gruppenphase 2020/21[5]
- 1 × Spieler des Monats der Ligue 1: Dezember 2020[14]
- 1 × Torschützenkönig der UEFA Europa League: 2020/21 (7 Treffer)